# 新西蘭山
新西蘭山（英語：Mount New Zealand），是南極洲的山峰，位於維多利亞地的斯科特海岸，處於納什嶺西北面的普里斯特利冰川南岸，由英國探險隊發現，現時由南極條約體系管理。